# 富克斯·耶诺
富克斯·耶诺（匈牙利語：Fuchs Jenő，1882年10月29日—1955年3月14日），匈牙利男子击剑运动员。他参加了1908年和1912年夏季奥运会击剑比赛，共获得4枚金牌。
1982年，他入选了国际犹太体育名人堂。